# Educația femeilor în domeniile științei, tehnologiei, ingineriei și matematicii
Educația fetelor și femeilor în domeniile științei, tehnologiei, ingineriei și matematicii, sau educația STEM pentru femei, este educația oferită fetelor sau femeilor în cele patru discipline academice care alcătuiesc acronimul STEM, și anume știință, tehnologie, inginerie și matematică.
Organizațiile internaționale, precum UNESCO și altele, consideră că disparitatea de gen din acest domeniu se explică prin discriminarea, normele sociale și așteptările care influențează atât calitatea educației pe care o primesc femeile, cât și disciplinele pe care acestea aleg să le studieze. Includerea femeilor în disciplinele STEM ar putea contribui la promovarea dezvoltării durabile.

## Situația actuală a fetelor și femeilor în educația STEM

### Tendințe globale în educație: acces, participare și progres
Participarea fetelor și a femeilor în educația STEM trebuie privită în contextul accesului și participării lor la educație. Deși accesul fetelor și femeilor la educație s-a îmbunătățit în general, disparități semnificative persistă atât între regiuni și țări, cât și în interiorul acestora. Obstacole socioeconomice, culturale și de altă natură continuă să împiedice, în multe situații, elevele din a finaliza sau a beneficia pe deplin de o educație de calitate și conformă alegerii lor. Acestea devin mai accentuate în timpul adolescenței, când rolurile de gen pentru fete se consolidează, iar discriminarea de gen devine mai pronunțată. Printre aceste obstacole se numără responsabilitățile domestice și de îngrijire în cadrul familiei, căsătoria și sarcina timpurie, normele culturale care acordă prioritate educației băieților, condiții sanitare inadecvate în școli, grijile părinților cu privire la siguranța fetelor pe drumul către școală, precum și violența de gen din mediul școlar. Adolescentele din zonele rurale sau defavorizate sunt mai predispuse riscului de a fi excluse de la educație.

### Participare și progres în educația STEM
Diferența de gen în participarea în domeniile STEM devine mai evidentă în prima parte a învățământului gimnazial, când elevii încep să își aleagă o specializare și să facă alegeri cu privire la disciplinele pe care le vor studia. În multe contexte, se pare că fetele își pierd interesul pentru materiile STEM odată cu vârsta și într-o măsură mai mare decât băieții. De exemplu, un studiu realizat în Regatul Unit al Marii Britanii și al Irlandei de Nord a arătat că, la vârsta de 10-11 ani, băieții și fetele participau aproape în mod egal activități STEM, 75% dintre băieți și 72% dintre fete declarând că au învățat lucruri interesante la orele de știință. La vârsta de 18 ani, această proporție a scăzut la 33% pentru băieți și 19% pentru fete, cifre care reflectă participarea la studii avansate în STEM. În această etapă, băieții începeau să renunțe la materiile STEM pe măsură ce se apropiau de studiile superioare, în timp ce fetele luau decizia de a renunța mult mai devreme, în timpul ciclului gimnazial .
Deși datele comparabile la nivel mondial privind alegerea disciplinelor în învățământul gimnazial sunt limitate, datele din Trends in International Mathematics and Science Study (TIMSS) Advanced arată că, în majoritatea țărilor, majoritatea elevilor înscriși la cursuri avansate de matematică și de fizică sunt băieți. Proporții ridicate de femei sunt înscrise în domeniile ingineriei, industriei meșteșugărești și construcțiilor în Asia de Sud-Est, în timp ce aceste proporții sunt mai scăzute în Africa Subsahariană, America de Nord și Europa.

## Factori de influență

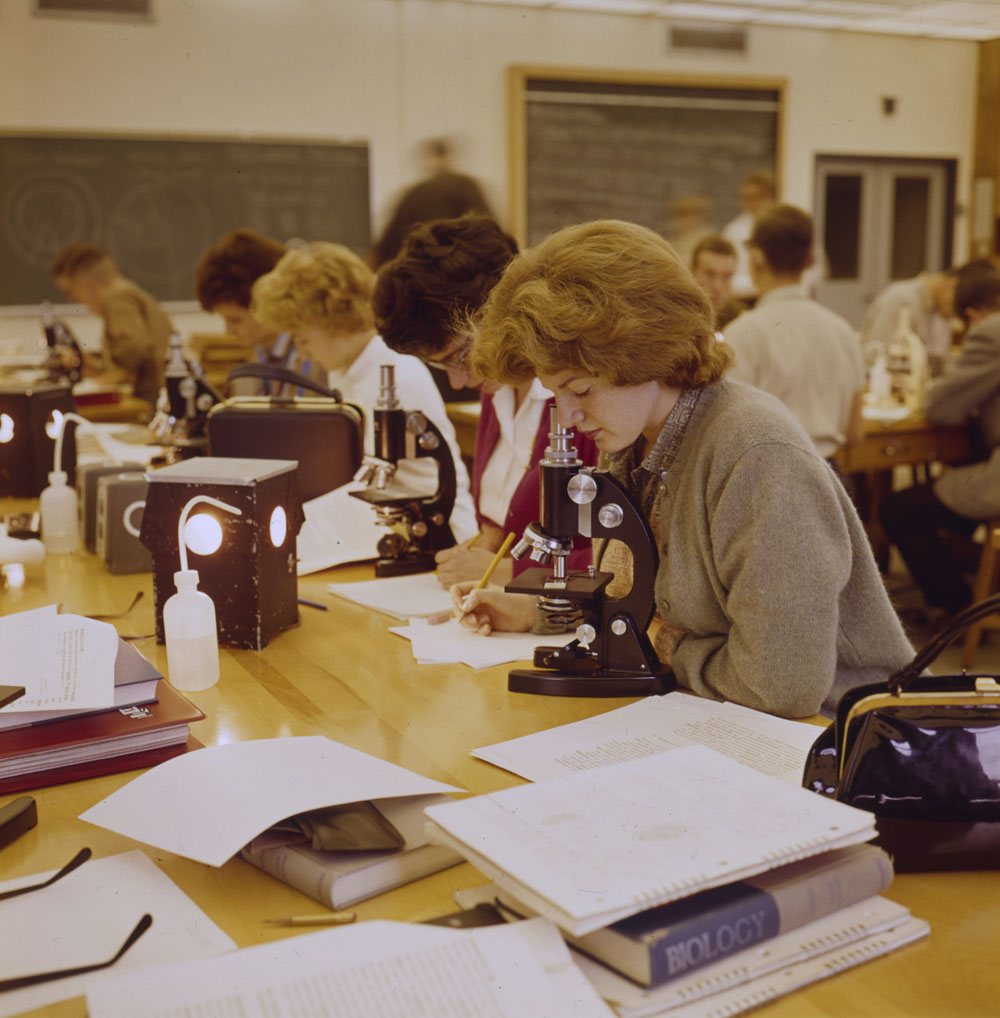
Studente la biologie la Universitatea Carleton, Ottawa, 1961.

Există numeroși factori care se suprapun și care influențează participarea fetelor și femeilor, performanța și progresul acestora în studiile și carierele din domeniile STEM; toți acești factori interacționează în moduri complexe. Pentru a explica mai bine acești factori și a înțelege relațiile dintre ei, această secțiune propune un cadru ecologic care îi reunește și îi prezintă la nivel individual, familial, instituțional și societal.
- La nivel individual: anumiți factori biologici pot influența aptitudinile, competențele și comportamentele indivizilor, cum ar fi structura și funcția creierului, hormonii, genetica și trăsăturile cognitive, precum abilitățile spațiale și lingvistice. Cadrul ia, de asemenea, în considerare factori psihologici, inclusiv auto-eficacitatea, interesul și motivația[11].

- La nivelul familial și al grupului de colegi: convingerile și așteptările părinților, nivelul de educație și statutul socio-economic al acestora, alți factori de ordin familial și influența din partea colegilor[5].

- La nivelul școlii: factori care țin de mediul de învățare, inclusiv profilul, experiența, convingerile și așteptările profesorilor, programele educaționale, materialele și resursele de învățare, strategiile pedagogice și interacțiunile dintre elevi și profesori, practicile de evaluare și mediul școlar general[13].

- La nivelul societății: norme sociale și culturale legate de egalitatea de gen și stereotipuri sexiste în mass-media[14].

### Factori individuali
Cercetările din domeniulneuroștiințelor au identificat un anumit dimorfism sexual în ceea ce privește structura și comportamentul creierului; totuși, acesta nu afectează capacitățile băieților și fetelor în ceea ce privește procesul de învățare sau educația. Studiile au concluzionat că mecanismele de bază ale creierului care guvernează învățarea și memoria nu sunt diferențiate în funcție de sex. De asemenea, studiile privind bazele neurologice ale învățării nu au găsit dovezi că băieții și fetele ar stăpâni în mod diferit aritmetica și alte abilități academice și au concluzionat că nicio diferență de structură a creierului nu poate explica diferențele de performanță la matematică dintre sexe, .
Datele din neuroștiință arată că neuroplasticitatea — capacitatea creierului de a crea noi conexiuni — – stă la baza oricărui tip de învățare, și că acesta este mai maleabil în copilărie decât în orice altă etapă a vieții, .
Biasul de autoselecție este considerat a fi principalul motiv pentru care fetele nu aleg domeniile STEM, având în vedere că multe dintre ele au interiorizat, în ciuda dovezilor, ideea că aceste discipline ar fi mai potrivite pentru băieți, . Totuși, cu scopul de a explica o atracție sau o pregătire mai riguroasă a băieților pentru domeniile ingineriei, se poate pune sub semnul întrebării rolul jucăriilor care li se oferă copiilor .

### Factori la nivelul familiei și al grupului de colegi.
Părinții, familia extinsă și grupurile de colegi joacă un rol important în formarea atitudinilor fetelor față de domeniile STEM, încurajându-le sau descurajându-le să urmeze studii și cariere în aceste domenii, alături de alți factori legați de mediul familial și de resursele disponibile în familie. Convingerile și așteptările părinților și ale familiei referitoare la STEM sunt, la rândul lor, influențate de nivelul de educație, statutul socio-economic, etnia și normele sociale în general, . Unele cercetări arată că alegerile profesionale ale fetelor sunt influențate mai mult de așteptările părinților, în timp ce ale băieților sunt determinate într-o mai mare măsură de propriile interese, . Convingerile părinților, în special ale mamelor, influențează percepțiile fetelor asupra propriilor abilități și, în consecință, rezultatele lor școlare și opțiunile de carieră, . S-a constatat că mamele exercită o influență semnificativ mai mare asupra deciziilor fiicelor lor de a studia în domeniile STEM decât asupra deciziilor fiilor, în anumite contexte. De asemenea, etnia, limba vorbită acasă, statutul de imigrant și structura familiei pot influența participarea și performanțele fetelor în STEM. Unele studii au arătat că elevii proveniți din familii de imigranți sau din familii monoparentale sunt mai dezavantajați din punct de vedere educațional. În plus, „climatul social al colegilor” în educația STEM are efecte asupra încrederii în sine a fetelor, asupra motivației lor și a sentimentului de apartenență. Relațiile dintre colegi influențează convingerile, comportamentele, rezultatele școlare și motivația copiilor, mai ales în perioada adolescenței  , . Elevii care au prieteni care valorizează performanța academică tind, la rândul lor, să aprecieze mai mult matematica și științele, .

### Factori la nivelul școlii
Profesori calificați, specializați în științe și matematică, pot avea o influență pozitivă asupra performanțelor și implicării fetelor în educația STEM, precum și asupra interesului acestora pentru cariere în domeniile STEM, . Profesoarele par să le ofere mai mult fetelor, pposibil prin faptul că le oferă modele de urmat și contribuie la combaterea stereotipurilor legate de aptitudinile diferite pe criterii de gen în STEM, . Convingerile, atitudinile și comportamentele cadrelor didactice, precum și interacțiunile acestora cu elevii, pot îmbunătăți sau compromite un mediu de învățare echitabil pentru fete și băieți în materiile STEM, . Se consideră esențial să se acorde atenție dinamicii de gen în clasă și în mediul școlar în general. În cele din urmă, oportunitățile de a experimenta direct domeniile STEM — inclusiv activități practice, programe de ucenicie, consiliere în carieră și mentorat — pot ajuta fetele să înțeleagă mai bine studiile și profesiile din aceste domenii și să își mențină interesul pentru ele.

### Factori la nivelul societății
Deciziile legate de domeniile de studiu sau de angajare considerate posibile sau adecvate pentru bărbați și femei sunt profund înrădăcinate în procesul de socializare. Normele sociale și culturale, măsurile mai generale privind egalitatea de gen, politicile și legislația, precum și mass-media, reprezintă influențe importante în acest sens.
Normele culturale și sociale influențează percepțiile fetelor asupra propriilor aptitudini, asupra rolului lor în societate, precum și asupra aspirațiilor legate de carieră și viață. În plus, gradul de egalitate de gen dintr-o societate are un impact asupra participării și performanțelor fetelor în domeniile STEM. Astfel, în țările cu un nivel mai ridicat de egalitate de gen, fetele tind să aibă atitudini mai pozitive și un nivel mai mare de încredere în sine în ceea ce privește matematica, iar diferențele de performanță între sexe sunt mai reduse în acest domeniu. Măsurile specifice destinate promovării egalității de gen, cum ar fi legislația privind integrarea dimensiunii de gen sau politici precum cotele, stimulentele financiare ori alte forme de sprijin, pot crește participarea fetelor și femeilor în educație și carierele din domeniile STEM. Stereotipurile de gen promovate în mass-media sunt interiorizate atât de copii, cât și de adulți, influențând modul în care aceștia se percep pe ei înșiși și pe ceilalți. Mass-media poate perpetua sau, dimpotrivă, poate contesta stereotipurile de gen legate de aptitudinile din domeniile STEM și de carierele aferente acestora .